# فقدان الذاكرة
فقدان الذاكرة  أو النّسَاوَة هو عدم تذكر المعلومات والمهارات والخبرات التي مر بها الفرد، والنسيان ظاهرة طبيعية تحدث لجميع البشر ولكنه قد يكون مرضياً عند الإصابة ببعض الأمراض مثل ألزهايمر أو عقب إصابة دماغية أو صدمة انفعالية.

## تَصْنِيْفُ النِّسْيَاْنِ
- النِّسْيَاْنُ الرُّجُوْعِيُّ ويكون بسبب المخدرات، أو تناول بعض الأدوية مثل Triazolam,Midazolam. وهذا النوع من النساوة يختلف عن النسيان الشامل العابر، في أنه انتقائي من أحداث الماضي، أي انه ينتقي الأحداث المتزامنة في وقت واحد ووقعت في الماضي، وله علاقة بالمخدرات والأدوية.
- النِّسْيَاْنُ الشَّاْمِلُ الْعَاْبِرُ Transient Global Amnesia ويظهر هذا النوع من النساوة بصورة مفاجئة، ويستمر فيما بين 30-60 دقيقة إلى 12 ساعة فأكثر. حيث يفقد المصاب كل أحداث الماضي، ثم يعود باستذكارها تدريجياً، بعد زوال النوبة. يرافق هذا المرض حالة الصرع. ويعود سبب ذلك إلى الإقفار (Ischemia) مؤقتاً في منتصف المهاد الخلفي أو الجانبي قرن أمون وقد ترتبط هذه الحالة بمرض الشقيقة عند الشباب أحياناً.
- النِّسْيَاْنُ الثَّاْبِتُ Stable Amnesia، الذي يحدث بعد اصابات خطيرة، مثل التهاب الدماغ واحتباس الدم.
- النِّسْيَاْنُ الْمُتَزَاْيِدُ Progressive Amnesia، الذي يحدث بسبب الإصابة بمرض ألزهايمر.
- النِّسْيَاْنُ الْمُتَسَبِّبُ عن اعتلال ورنك Wernicke، الناتج عن الامتصاص غير المناسب لفيتامين (B1) مع استمرار تناول الكربوهيدرات. حيث تؤدي هذه الحالة إلى النساوة. ويتطور هذا المرض ليصبح المريض مترنحاً وناعساً ومذهولاً وتتأرجح مقلتاه وقد تصاب عيناه بالشلل الجزئي. وتتطور بعض الاضطرابات الوظيفية عند بعض المرضى إلى نشاط ودّي مفرط، متمثلا بالرعاش والهياج، أو خمول واضح متمثلا بانخفاض حرارة الجسم وهبوط التوتر والإغماء.
- النساوة الناتجة عن ملازمة كورساكوف Korsakoffs Syndrome، ويصيب 80% من مرضى ورنك. تتمثل أعراضه بفقدان الذاكرة بشكل خطير، ولاسيما الأحداث القريبة جداً، أما تذكر الأحداث البعيدة فلا يتأثر إلا بشكل محدود. ولذا فالذين يعملون في دوائرهم أو منشآتهم، اعتماداً على الخبرات القديمة، تلاحظهم يستمرون في أعمالهم، دون تأثر. ولكن بتطور المرض يصاب المريض بالخرف ونوبات من الخوف واللامبالاة.
- النسيان المفتعل Factitions Amnesia وفي هذه الحالة، لا يتمكن الفرد من تذكر الأحداث القريبة، وذلك لشدة تأثره بأزمات انفعالية نفسانية المنشأ. لذا يتظاهر بعجزه عن تذكر الأحداث القريبة، أي أنه يتناسى.
- النسيان التفارقي Amnesia dissociative وهو نسيان أحداث مشينة أو مؤلمة حدثت للفرد نفسه، في الماضي، بين سلسلة متواصلة من الأحداث. ومعظم الأفراد يدركون أنهم فقدوا بعض الوقت من حياتهم في هذه الأحداث، بينما ينساها أفراد آخرون انطلاقاً من مبدأ نسيان النسيان Amnesia for Amnesia وهم بذلك يدركون انهم ينسون الفترة الزمنية التي وقعت فيها تلك الأحداث المشينة، وذلك لوجود دلائل تشير إليها. مثال لذلك نسيان الاعتداءات الجنسية التي حدثت لهم في فترة محددة من طفولتهم، أو حجزهم في فترة معينة أو القتال أو كارثة طبيعية أو الهجر أو موت أحد الاعزاء أو مشكلة مالية أو الاجرام والإثم. وغالباً ما يعاني بعض الشباب من هذه الحالة، ولاسيما عندما يعيشون فترة من الكآبة أو الحزن. ومما تجدر الإشارة إليه، أن أجزاء الدماغ المؤثرة على ظاهرة الذاكرة والنسيان، تتمثل بالممرات السائدة على طول المنطقة نظيرة الحصينية الوسطى وقرن أمون والفصوص الصدغية الوسطى السفلى والسطح الحجاجي للفص الامامي والدماغ المتوسط أو سرير المخ. وتلعب التلافيف الحصينية، وتحت المهاد، ونواة قاعدة الدماغ الامامي ومنتف المهاد الظهري الوسطاني، دوراً مهماً في الذاكرة. كما تؤثر النواة اللوزية على مدى اتساع نطاق الذاكرة. ولما بين الصفائح المهادية دور مهم في توسيع نطاق وتنشيط الذاكرة. وتعمل نواة ما بين الصفائح المهادية والتكوين الشبكي في جذع الدماغ، على تحفيز الانطباع السلوكي للذكريات. وتجدر الإشارة إلى أن تذكر الأمور الحديثة والقدرة على تشكيل ذكريات جديدة، تتلف في حالة التعرض لإصابات على جانبي الدماغ. حيث أن تلك الإصابات تؤثر على المهاد الأوسط والخلفي والتكوين الشبكي لجذع الدماغ وجهاز الاثارة بواسطة الادرنالين. كما ان هناك أسباباً أخرى لذلك تتمثل بنقص فيتامين (B1) والأورام تحت المهاد واحتباس الدم. كما تجدر الإشارة إلى إن اصابة جانبي الفص الصدغي الأوسط، ولاسيما قرن أمون، قد تؤدي إلى نسيان شبه دائم.

## أسباب النسيان من الناحية الطبية
يعزى النسيان لعدة أسباب، هي التي تحدد فيما إذا كان قد حدث بصورة مفاجئة أم تدريجية، أم مؤقتة أم دائمة، وتتمثل فيما يلي:
- ضعف تثبيت المعلومة في الذهن: وذلك إما نتيجة للمرور عليها بصورة سريعة أي عدم التركيز عليها، أو لتشابه المعلومات وعدم وضع حدود أو فوارق بين المعلومات المتشابهة، نتيجة لكثرة المعلومات من جهة، ولحالة القلق والإجهاد الذي يرافق اقتباس المعلومة من جهة ثانية، ولضعف أو عدم تصنيف المعلومات إلى أصنافها الرئيسة من جهة ثالثة، حيث إن المعلومات مثل الكتب المرتبة في المكتبة، كل مجموعة منها تتبع حقلا رئيساً من المعرفة، فالكتب التي تتناول مختلف المواضيع الجغرافية تقع تحت حقل الجغرافيا، وهكذا بالنسبة للمواضيع والحقول الأخرى.
- القصور الجسدي، تختلف أوجه القصور الجسدية عن صدمات الرأس لأن أوجه القصور الجسدية تميل أكثر نحو المشكلات الجسدية السلبية. تشمل أمثلة أوجه القصور الجسدية مرض الزهايمر، متلازمات الأباعد الورمية العصبية مثل التهاب الدماغ المضاد لمستقبلات NMDA ونقص فيتامين بي12.[3]
- البدانة: حيث يؤدي هضم المواد الغذائية الكثيرة، إلى قلة كمية الدم الواصلة إلى الدماغ، وبالتالي ضعف الذاكرة، ولذا قيل (البطنة تذهب الفطنة).
- الوراثة: حيث تنتقل ظاهرة النسيان، فضلا عن امراض كثيرة أخرى، بواسطة الجينات المتوارثة من الأبوين أو الأجداد، والتي يتضاعف نموها بعد عام من والولادة.
- الشيخوخة: حيث يؤدي التقدم بالعمر إلى زيادة صلابة شرايين الدماغ وضعف الدم، وبالتالي قلة المواد الغذائية المحمولة للدماغ، الذي ينتج عنه ضعف الذاكرة، حيث يلاحظ عند التقدم بالعمر، ظهور بعض الصعوبات في تذكر الأسماء أولاً، ثم الأحداث ثانياً، وفيما بعد الأماكن، ويسمى ذلك بنسيان الشيخوخة الحميد، وهو ليس له علاقة بمرض العته أو الخرف، رغم وجود بعض المظاهر المتشابهة بينهما.
- الأمراض ولا سيما السكري ومرض الزهايمر والنكوص العصبي والصدمات النفسية المؤثرة وجرح وارتجاج الدماغ والهستيريا المرافقة للإضطراب والإصابة بهربس التهاب الدماغ والأورام والإصابات الدماغية، حيث تؤدي هذه الأمراض إلى النسيان وضعف الذاكرة.
- يمكن أن ينتج النسيان عن انتشار تلف دماغي، وإصابات على جانبي الدماغ، المسببة لجروح متعددة البؤر، كالشظايا مثلاً، وهذه تؤدي إلى تلف مناطق خزن الذاكرة في نصف الكرة المخية، والتي تؤدي إلى تلف مناطق الذاكرة في الدماغ.
- الكآبة والاعياء والصدمات والكوارث وصعوبة الحياة والكبت والضوضاء المستمرة والتنافس والحسد ومحاولة الكسب السريع والسيطرة على مساحة واسعة من العمل وكثرة تداخل الأحداث اليومية، يؤدي إلى ضعف عملية ترسيخ المعلومات المنقولة بالحواس الخمس إلى الدماغ، وبالتالي ضعف الذاكرة.
- كثرة تناول الأدوية المنبهة والمنومة والمخدرة يؤثر سلباً على خلايا الذاكرة، ولاسيما HALOTHAN,ISOFLURANE,FENTANY وكثرة تناول الكحوليات.
- السكتة الدماغية.
- نوبة احتباس الدم الموضعي المؤقت.
- نوبة فقد الذاكرة الشامل المؤقت.
- تناول بعض العقاقير الكيميائية، مثل BARBITURATES, BEBZODIAZEPINES.
- انعدام الأمن والقلق المستمر وقلة النوم والسهر، تؤدي إلى ضعف الذاكرة.
- الكسل وانعدام أو قلة الحركة والمطالعة وممارسة الهوايات.
- المعالجة بالتخلج الكهربائي لفترة طويلة.
- العمليات الجراحية الكبيرة في الدماغ.
- التسمم بمادة الليثيوم، واستنشاق الهواء الملوث به باستمرار، كما هو الحال بالنسبة لعمال الصناعات الكيمياوية والجص والاسمنت.
- عند تذكر أي شيء حدث في الماضي أو في الحاضر أو تذكر معلومات أو أسماء أشخاص يسبب صداع حاد وألم في الرأس.

## أسباب النسيان من الناحية النفسية
يوجد ثلاث نظريات التي فسرت أسباب النسيان من ناحية نفسية وهي:
- نظرية الترك والغمور : ترى هذه النظرية أن الذكريات السابقة تضعف أثارها نتيجة لعدم أستعمالها كما تضمر العضلة التي لا يستعملها الإنسان، وهذه النظرية ربما تفسر بعض حالات النسيان ولكن هناك أدلة على خاطئه منها ان الطفل ان فقد بصره وهو صغير ووصل إلى سن النضج لا يفقد ما تعلمه من حاسة الإبصار.
- نظرية التداخل والتعطيل : تفسر هذه النظرية النسيان بأن أوجه النشاط المتعاقبة التي يقوم بها الفرد تتداخل في بعضها وينسي بعضها الأخر، ولاحظوا أن النسيان أثناء النوم يكون أبطأ منه في أثناء اليقظة، وإن الأطفال يتذكرون في سهولة ما يروى لهم من قصص قبل النوم.
- نظرية الكبت : ترى هذه النظرية أن النسيان ينجم عن الرغبات المكبوتة، فالفرد ينسي الشئ المؤلم وغير السار لاشعورياً، وأيضا البقاء وحيدا ومنعزلا عن العالم وفعل الروتين اليومي قد يسبب الضغط والشعور بالوحدة والرغبة التخلص من الحياة، فتنسى الذاكرة.

## طرق العلاج
لقد لوحظ ان معظم مرضى النسيان يتماثلون إلى الشفاء بصورة تلقائية، ولاسيما عند زوال المؤثر. ويوضح قانون ريبوت المنحى الزمني للقدرة على استعادة الذكريات.

## نتائج تجارب النسيان
أدت التجارب التي أُجريت في موضوع النسيان إلى نتائج كثيرة من أهمها:
- بين الناس فروق كبيرة من حيث قدرتهم على التذكر.
- العادات والمهارات لا تُنسى بسهولة مثل المعلومات والألفاظ.
- المبادئ والاتجاهات والأفكار العامة أعصى على النسيان من الوقائع والمعلومات.
- المادة المفهومة ذات المعني يكون نسيانها أبطأ من غيرها.
- نوع النشاط الذي يمارسه الفرد بعد الحفظ يؤثر في درجة النسيان.
- النسيان أثناء النهار أسرع منه أثناء النوم.
- النسيان في البداية يكون سريعا جدا، حتى يفقد الفرد نصف ما حفظه خلال العشر ساعات الأولى من حفظه، ثم يبدأ النسيان في التباطؤ تدريجيا بعد ذلك.